# Сан Квирико (Кунео)
Сан Квирико је насеље у Италији у округу Кунео, региону Пијемонт.
Према процени из 2011. у насељу је живело 171 становника. Насеље се налази на надморској висини од 433 м.